# Многочастотный успокоитель колебаний

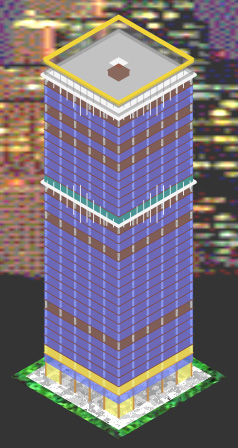
Высотное здание с многочастотным успокоителем

Многочастотный успокоитель колебаний (Multi-Frequency Quieting Building System) — система устройств для вибрационного контроля, установленная на высотном здании или другом сооружении, которая колеблется с определенными резонансными частотами данного объекта под сейсмической нагрузкой. Каждый МУК включает в себя ряд междуэтажных диафрагм, обрамленных набором выступающих консолей с различными периодами собственных колебаний и работающих как инерционные демпферы. Использование МУК позволяет сделать здание как функциональным, так и архитектурно привлекательным.